# Moral Courage (film)
Moral Courage er en amerikansk stumfilm fra 1917 af Romaine Fielding.

## Medvirkende
- Muriel Ostriche som Mary McClinton
- Arthur Ashley som Chadwick Anson
- Edward Elkas som Joshua Anson
- Clarence Elmer som Willie McDonald
- Robert Forsyth som Angus McClinton